# Дуизбург
Дуизбург град је у немачкој савезној држави Северна Рајна-Вестфалија у западном делу Рурске области. Има највећу континенталну луку у Европи. Има 502.522 становника (2005). Град је познат по челичанама. Око 34,4% челика у Немачкој производи се у Дуизбургу. 

## Историја
Данашња пијаца се користила у још у првом веку старе ере. Постала је велико трговачко место у 5. веку нове ере. Сам град се налазио на значајном средњовековном трговачком путу „Халвегу“ и на прелазу преко Рајне. Римљани су чували прелаз.
- 420. Франци су узурпирали римско насеље и реколонизирали стари део града
- 883. Нормани су заузели Дуизбург и остали у њему преко зиме. Тада први историјски документи спомињу Дуизбург

Због важног географског положаја саграђен је палатинат, а град је проглашен слободним краљевским градом. Дуизбург је постао члан Ханзеатске лиге. Око 1000. године Рајна је померила ток западно од града, па је развој града био заустављен. Оснивање универзитета 1655. године и картограф Герхард Меркатор допринели су угледу града.
- око 1000. Рајна је померила ток
- 1120. — градња градских бедема
- 1279. — краљ Лотар III је прогласио Дуизбург слободним градом
- 1666. постаје део Бранденбург-Пруске

Развојем дуванске и текстилне индустрије Дуизбург је постао индустријски центар. Велике индустријске компаније, као Круп и Тисен су имали утицај на развој града. 
- 1824. саграђена је фабрика сумпорне киселине
- 1828. саграђени су докови за пароброде
- 1846. железница до Диселдорфа
- 1904. има 100.000 становника
- 1921. француска војска је заузела Дуизбург да би се осигурало плаћање ратних репарација.
- 1938. нацисти су уништили синагогу

За време Другог светског рата Дуизбург је због хемијске и индустрије челика и гвожђа био главна мета савезничких бомбардера 
- 1941. 12-13. јуна на град је пало 445 тона бомби
- 1943. 577 бомбардера је уништило 12-13. маја стари град са 1588 тона бомби. 96.000 људи је остало без крова над главом.
- 1944. 22. маја је 2.000 тона бомби пало на град. 14. октобра је пало 4.000 тона бомби за време операције Харикен. Постојали су бројни слични напади.
- 1945. Град је био мета артиљерије од 3. априла 1945. Америчка 9. армија је 12. априла 1945. ушла у Дуизбург

Било је 299 бомбардовања Дуизбурга. 80% зграда за становање је потпуно или деломично уништено. Готово цели град се морао поново градити.

## Економија и инфраструктура
Дуизбург има највећу континенталну луку на свету. Превезе се 40 милиона тона терета са 20.000 бродова. Лука има површину од 7,4 km². Повезан је добро са ауто-путевима и са железницом.

## Култура
Поред Диселдорфа Дуизбург је седиште Немачке опере на Рајни, једне од највећих опера у Немачкој. Дуизбуршки филхармонијски оркестар ужива међународни углед.

## Географски и демографски подаци
Град се налази на надморској висини од 33 метра. Површина општине износи 232,8 km². У самом граду је, према процјени из 2010. године, живјело 491.931 становника. Просјечна густина становништва износи 2.113 становника/km². Посједује регионалну шифру (AGS) 5112000, NUTS (DEA12) и LOCODE (DE DUI) код.